# Щербанівка (зупинний пункт)
Щербані́вка — пасажирський зупинний пункт Київської дирекції Південно-Західної залізниці.
Розташований на околиці села Трипілля Обухівського району Київської області, село ж Щербанівка, на честь якої названо і платформу, розташоване за декілька кілометрів на лінії Київ-Деміївський — Миронівка між станціями Трипілля-Дніпровське (2 км) та Расава (22 км). Відстань до станції Київ-Пасажирський — 47 км.

## Історія
Зупинний пункт виник 1983 року під час прокладання залізниці Київ-Пасажирський — Миронівка. Електрифікований змінним струмом (~25кВ) в складі ділянки Трипілля-Дніпровське — Миронівка у 1986 році.
На зупинному пункті Щербанівка зупиняються приміські електропоїзди сполученням Київ-Пасажирський — Миронівка.